# Volodymyrets
Volodymyrets (en ukrainien : Володимирець) ou Vladimirets (en russe : Владимирец ; en polonais : Włodzimierzec) est une commune urbaine de l'oblast de Rivne, en Ukraine, et le centre administratif de la Communauté de peuplement de Volodymyrets (uk). Sa population s'élevait à 8 700 habitants en 2024.

## Géographie
Volodymyrets est arrosée par les rivières Styr et Horyn et se trouve à 90 km au nord de Rivne.

## Histoire
Des légendes évoquent la fondation du village par l'industriel Volodymyrko, propriétaire de mines. À Volodymyrets fut construit un château de défense. La famille des princes Tchetvertyns'ky joua un rôle important dans le développement de Volodymyrets. La branche de la famille qui possédait Volodymyrets utilisa des armes comportant une demi-lune tournée vers le bas, dans laquelle s'enfoncent deux épées au-dessus d'une étoile à six branches. Le 4 juin 1667, la ville reçut du roi des privilèges urbains (droit de Magdebourg). Au XVIIe siècle, Volodymyrets fondait des cloches.
Les nouvelles armoiries et le nouveau gonfalon de Volodymyrets furent adoptés le 2 octobre 1997. On y retrouve la demi-lune, les deux épées et l'étoile à six branches des princes Tchetvertyns'ky. La valeur militaire de Volodymyrets est soulignée par la cloche, symbole de vigilance et de défense contre les ennemis. Elle rappelle également l'ancienne industrie de la fonderie.

## Population
Recensements ou estimations de la population :
| 1959* | 1970* | 1979* | 1989* | 2001* | 2011  |
| ----- | ----- | ----- | ----- | ----- | ----- |
| 3 124 | 4 876 | 6 951 | 8 395 | 8 867 | 8 857 |

| 2012  | 2013  | 2014  | 2015  | 2016  | 2017  |
| ----- | ----- | ----- | ----- | ----- | ----- |
| 8 932 | 8 969 | 9 051 | 9 107 | 9 186 | 9 272 |

| 2018  | 2019  | 2020  | 2021  | - | - |
| ----- | ----- | ----- | ----- | - | - |
| 9 357 | 9 300 | 9 311 | 9 320 | - | - |

## Transports
Volodymyrets se trouve à 133 km de Rivne par le chemin de fer et à 124 km par la route.